# Germacrè
El germacrè és un sesquiterpè cíclic d'origen orgànic. Té una presència important en la natura i presenta una flexibilitat conformacional única. Pot trobar-se en les formes isomèriques A, B, C, D i E.

## Característiques
El germacrè, en qualsevol de les seves formes isomèriques, té com a fórmula química C15H24, com la majoria de sesquiterpens, i té una massa molecular de 204,35. És volàtil a temperatura ambient, i el seu punt d'ebullició es troba entre els 279 °C (germacrè D) i els 288 °C (germacrè B i C).

## Rol biològic
El germacrè és un important precursor biogenètic per la formació de molts altres sesquiterpens, degut a la seva capacitat de transformar-se o reorganitzar-se quan és exposat a irradiació o compostos àcids. És característic el seu anell de ciclodecadiè. Del germacrè en sorgeixen diverses formes de cadinè, amorfè o muurolè (germacrè D), elemè (germacrè C) o aristoloquè (germacrè A), entre d'altres.
Aquest compost, especialment les formes isomèriques A i D, es troba en els olis essencials de molts ordres de plantes, com Asparagales, Pinales, Caryophyllales o Lamiales. El germacrè té propietats tòxiques o dissuasives per a molts bacteris, fongs i insectes, com per exemple el cas de l'oli essencial de Gypsophila bicolor, que té com a principal component el germacrè D (21,2%) i tenia un efecte moderat sobre bacteris gramnegatius i grampositius, però destacable sobre diversos fongs patogens com Botrytis cinerea o Aspergillus niger. Alhora, també juga diferents rols en la comunicació planta-insecte, on per exemple, la seva emissió pot actuar d'atraient per algunes espècies de paneroles.

## Estructures
A continuació es poden veure les cinc formes isomèriques del Germacrè.
| Germacrè A | Germacrè B | Germacrè C | Germacrè D | Germacrè E |
| Germacrè A | Germacrè B | Germacrè C | Germacrè D | Germacrè E |